# Miami Heat
Miami Heat este o echipă profesionistă de baschet din Miami, Florida, Statele Unite ale Americii. Echipa face parte din Divizia Sudestică din Conferința de Est al National Basketball Association (NBA). Arena echipei este American Airlines Arena.
Heat s-a format în anul 1988. Echipa a participat la playoffs de 13 ori din 21 de sezoane, a câștigat șapte titluri divizionare și a cucerit titlul în 2006, învingând pe Dallas Mavericks în Finala Mare. Miami Heat a atras doi dintre cei mai buni bascketbaliști LeBron James și Chris Bosh aceștia împreună cu Dwyane Wade sunt prenumiți The Big Three.
Miami Heat, împreună cu Charlotte Hornets , au intrat în ligă în 1988 ca echipă de expansiune. Miami a câștigat doar 15 jocuri în primul său sezon, dar și-a îmbunătățit recordul în fiecare dintre următoarele trei sezoane, culminând cu un loc de play-off (deși cu doar un marcaj de 38-44 în sezonul regulat) în 1991-92. Heat a fost măturat de eventualul campion Chicago Bulls în prima rundă a post-sezonului și a revenit în play-off în 1993-94, pentru a pierde din nou (în fața Atlanta Hawks ) în prima serie de post-sezon.
În 1995 viitorul antrenor principal al Hall of Fame Pat Riley s-a ocupat de Heat. În doar al doilea sezon al său cu Miami, Riley a condus o echipă cu All-StarsAlonzo Mourning șiTim Hardaway la un record surprinzător de 61–21 și un titlu de divizie. În post-sezonul 1996–97, Heat a învins Orlando Magic și TheNew York Knicks în primele două runde de post-sezon, cu seria împotriva Knicks, inclusiv o notorie luptă de compensare a băncii în jocul cinci, care a marcat începutul unei rivalități acerbe între cele două francize. Runda play-off a lui Heat în 1997 s-a încheiat în finala Conferinței de Est, unde echipa a pierdut în fața Chicago Bulls.